# Lise Klaveness
Lise Klaveness, född 19 april 1981 i Meland, är en norsk jurist och före detta fotbollsspelare (anfallare/mittfältare) som numera är ordförande i Norges Fotballforbund.
Klaveness började spela fotboll först vid 13 års ålder, och var åren 1997–2011 var hon professionell fotbollsspelare och spelade 73 landskamper för Norges landslag. Till säsongen 2003 ville San Diego Spirit i WUSA värva Klaveness. Man tänkte byta bort landslagsspelaren Aly Wagner, men då amerikanska damligan lades ned gick planerna om intet. Klaveness spelade i Umeå IK mellan 2006 och 2007, och var med och vann Damallsvenskan både 2006 och 2007.
2022 blev Klaveness vald till ordförande i Norges Fotballforbund.